# Гіллерсдорф
Гіллерсдорф (нім. Gillersdorf) — громада в Німеччині, розташована в землі Тюрингія. Входить до складу району Ільм. Складова частина об'єднання громад Гросбрайтенбах.
Площа — 3,84 км2. Населення становить Невірний параметр metadata 16 070 022 ос. (станом на 31 грудня 2021).

## Галерея

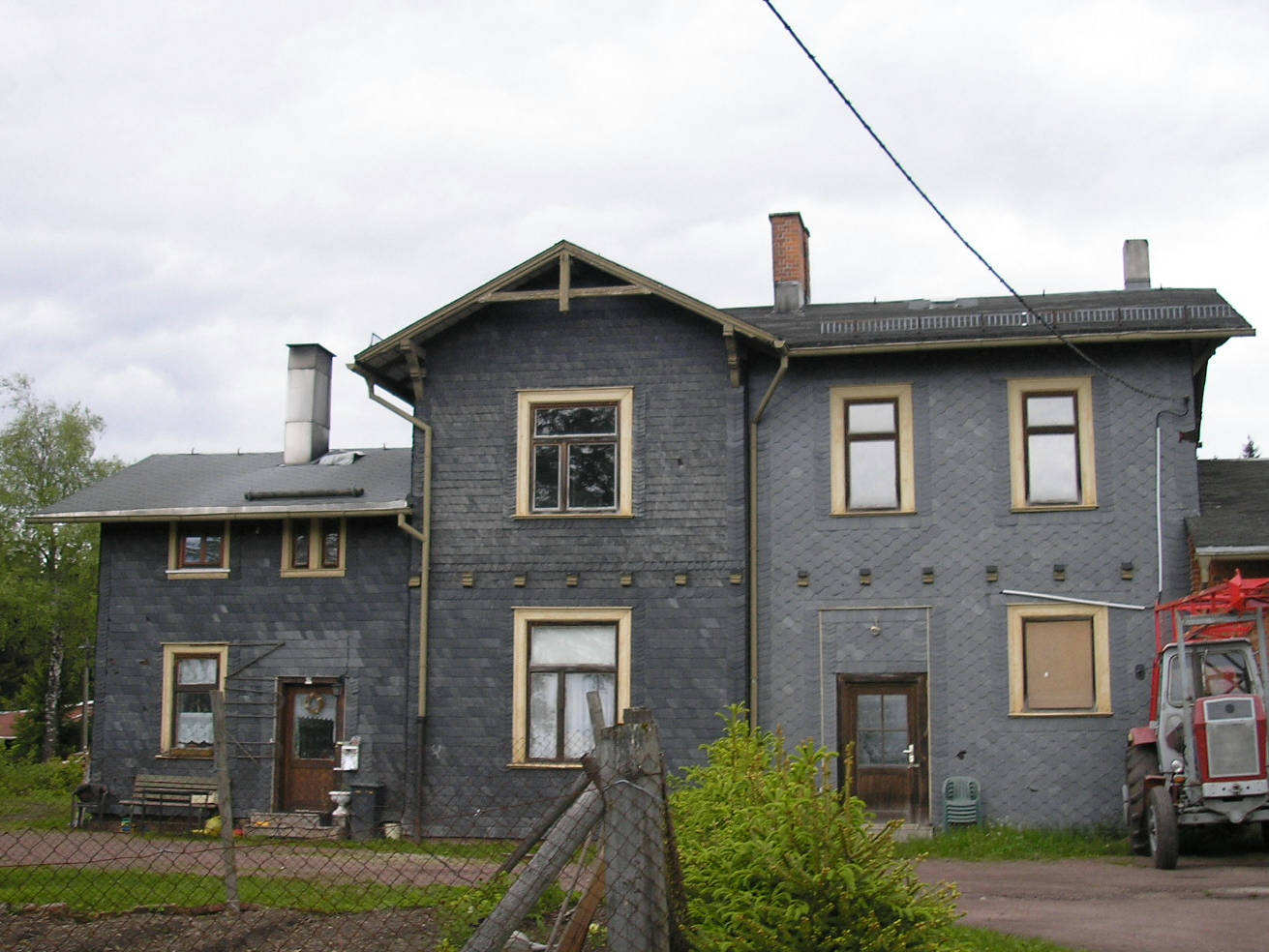